# 高雄市道路交通安全促進會
高雄市道路交通安全促進會（Kaohsiung Socirty for traffic Safety），簡稱道安促進會、KSTS。前身為高雄縣道路交通安全促進會，自民國50年11月6日依人民團體法成立，由高雄市公路運輸相關公(工)會與關心道安工作民眾組成，旨在推動道安教育宣導，預防車禍事故，挽救生命財產安全。民國99年12月25日高雄縣市合併後，改名為「高雄市道路交通安全促進會」。

## 目標宗旨
- 重視道路交通安全，救別人生命，也救自己生命
- 行善由我開始，啟動善的循環
- 善盡社會企業責任、建立富而好禮文化
- 交通零事故，平安又幸福

## 獲獎榮譽
- 108年教育部社會教育貢獻獎-團體獎[1]
- 108年度金安獎企業團體貢獻獎[2]
- 108年度高雄市社會教育貢獻獎[3]
- 111年度高雄市績優道安宣講團體獎

## 歷任理事長
| 屆數                 | 姓名     | 現職                                            |
| -------------------- | -------- | ----------------------------------------------- |
| 第1屆 民國50-65年    | 劉泰富   |                                                 |
| 第2屆 民國65-69年    | 張簡萬然 |                                                 |
| 第3屆 民國69-72年    | 張簡萬然 |                                                 |
| 第4屆 民國72-75年    | 張簡萬然 |                                                 |
| 第5屆 民國75-81年    | 張簡萬然 |                                                 |
| 第6屆 民國81-84年    | 王東碧   | 道安會榮譽理事長                                |
| 第7屆 民國84-87年    | 張清亮   | 道安會榮譽理事長                                |
| 第8屆 民國87-90年    | 王東碧   | 道安會榮譽理事長                                |
| 第9屆 民國90-93年    | 謝順和   | 順嘉石業有限公司董事長                          |
| 第10屆 民國93-96年   | 謝順和   | 順嘉石業有限公司董事長                          |
| 第11屆 民國96-99年   | 李榮周   | 道安會榮譽理事長                                |
| 第12屆 民國99-102年  | 謝順和   | 順嘉石業有限公司董事長                          |
| 第13屆 民國102-105年 | 謝順和   | 順嘉石業有限公司董事長                          |
| 第14屆 民國105-108年 | 梁郁哲   | 高雄市私立大發/高雄/潮州汽車駕駛人訓練班 總經理 |
| 第15屆 民國109-111年 | 梁郁哲   | 高雄市私立大發/高雄/潮州汽車駕駛人訓練班 總經理 |
| 第16屆 民國112-114年 | 王玉琳   | 高輪貨櫃倉儲交通事業股份有限公司 董事長         |

## 現任理監事

### 理事長
- 高輪貨櫃倉儲交通事業股份有限公司董事長  王玉琳

### 榮譽理事長
- 億進交通公司董事長  張清亮
- 順正交通公司董事長  王東碧

### 輔導理事長
- 私立大發/高雄/潮州駕駛人訓練班總經理/本會第15屆理事長   梁郁哲

### 常務理事
- 順嘉石業公司董事長  謝順和
- 隆進租車公司董事長  陳宏榮
- 光裕貨運公司董事長  黃清彥
- 振宏交通公司董事長  田育昇

### 理事
- 港都客運總經理   戴道根
- 大高雄汽車駕駛員職業工會理事長  林清明
- 鳳茂交通公司董事長   陳武諒
- 高雄市爭議調處人員工會理事長   陳功軒
- 世界聯合觀光旅遊巴士董事長   李鴻藤
- SUM勝達汽車保修廠長/高雄市汽車保養公會理事長   蕭榮達
- 宏翔通運公司董事長/高雄市貨櫃貨運公會理事長   鄭甘霖
- 互太通運公司董事長   陳惠堂
- 聯發汽車商行/高雄市新汽車公會理事長   陳宗昇
- 進安環保公司董事長/高雄市直轄市廢棄物清除處理公會理事長   吳紹榮
- 金星儲運企業董事長  黃啟芳
- 冠皇汽車商行董事長   鄭永和
- 偉翔交通公司董事長   田惠銘
- 大發駕駛人訓練班副班主任  梁皓淳
- 弘偉環保公司總經理   劉俊成

### 常務監事
- 潮州駕駛人訓練班副班主任  梁皓然

### 監事
- 東原交通公司董事長   蔡進聰
- 和榮興交通公司董事長   許文燕
- 車福企業社負責人/高雄市直轄市汽車材料公會理事長   呂明達
- 大有通運公司董事長   蔡昆憲
- 上暘汽車商行董事長  洪來旺

## 會員社團
- 高雄市直轄市汽車貨運商業同業公會
- 高雄市直轄市汽車貨櫃貨運商業同業公會
- 高雄市砂石商業同業公會
- 高雄市直轄市遊覽車客運商業同業公會
- 高雄市遊覽車客運商業同業公會
- 高雄市公共汽車客運商業同業公會
- 高雄市汽車保養商業同業公會
- 大高雄汽車駕駛員職業工會
- 高雄市新汽車商業同業公會
- 高雄市直轄市汽車保養商業同業公會
- 高雄市直轄市汽車材料商業同業公會
- 高雄市小客車租賃商業同業公會
- 高雄市爭議調處人員職業工會
- 高雄市汽車貨櫃CY產業發展協會
- 高雄市汽車貨櫃貨運商業同業公會
- 高雄市大發/高雄/潮州汽車駕駛人訓練班
- 高雄市高雄市直轄市廢棄物清除處理商業同業公會

## 道安顧問
| 職稱       | 姓名   | 服務單位或職稱                               | 備註           |
| ---------- | ------ | -------------------------------------------- | -------------- |
| 榮譽理事長 | 張清亮 | 億進交通公司董事長                           | 第6屆理事長    |
| 榮譽理事長 | 王東碧 | 順正交通公司董事長                           | 第7、8屆理事長 |
| 顧問       | 林岱樺 | 立法委員                                     |                |
| 顧問       | 許智傑 | 立法委員                                     |                |
| 顧問       | 李昆澤 | 立法委員                                     |                |
| 顧問       | 李雅靜 | 市議員                                       |                |
| 法律顧問   | 周志龍 | 律師                                         |                |
| 顧問       | 凌瑞賢 | 國立成功大學交通管理科學研究所教授           |                |
| 顧問       | 李樑堅 | 義守大學財金系教授、高雄市政府前財政局局長   |                |
| 顧問       | 李明聰 | 國立高雄科技大學運籌管理系教授               |                |
| 顧問       | 楊榮華 | 國立屏東科技大學車輛工程系教授               |                |
| 顧問       | 李穎   | 國立高雄科技大學供應鏈管理系教授             |                |
| 顧問       | 吳明陽 | 高雄市新商業會理事長                         |                |
| 顧問       | 張景興 | 準格交通顧問公司資深交通工程師               |                |
| 顧問       | 黃榮輝 | 高雄市政府交通局副局長                       |                |
| 顧問       | 梁郭國 | 公路總局高雄區監理所前所長、台北區監理所所長 |                |
| 顧問       | 龔建源 | 公路總局高雄區監理所科長                     |                |
| 顧問       | 劉育麟 | 公路總局高雄市區監理所副所長                 |                |
| 顧問       | 鄭永祥 | 國立成功大學交管系教授、高雄市政府前交通局長 |                |
| 顧問       | 陳怡成 | 高雄市直轄市汽車、貨櫃貨運公會理事長         |                |
| 顧問       | 林哲良 | 高雄市新汽車公會理事長                       |                |
| 顧問       | 呂明達 | 高雄市直轄市材料公會理事長                   |                |
| 顧問       | 李丁龍 | 高雄市直轄市保養公會理事長                   |                |
| 顧問       | 余添綺 | 高雄市直轄市汽車貨運公會理事長               |                |
| 顧問       | 蕭華興 | 高雄市砂石公會理事長                         |                |
| 顧問       | 林士勛 | 高雄市遊覽車客運公會理事長                   |                |
| 顧問       | 王啟亮 | 高雄市爭議調處人員職業工會理事長             |                |
| 顧問       | 余雿秦 | 弋揚科技公司副理                             |                |

## 有路安道安志工團

### 緣起
高雄市每年車禍事故造成死亡超過100人，受傷近7萬人，造成許多家庭的破碎與生命財產的損失，是再多的金錢也無法挽回。為了提升防禦駕駛觀念，減少交通事故發生，道安促進會組成「有路安道安志工團」，針對易肇事的大型車、老人、機車等族群進行交通安全宣導，希望有道路的地方都能平安順暢。

### 計畫內容
1. 有路安志工：由交通部路老師、社會志工、大發駕訓班等組成，共約10餘人。
2. 志工培訓：不定期辦理研習會，邀集有路安志工研討常見事故態樣及預防措施，並配合宣導事故防制重點。
3. 協助提供教材範例或文宣資源，協助有路安志工進行道安宣導。
4. 宣導對象：包括國高中小、機關學校、公司行號、大專院校、社區鄰里、樂齡大學、社區關懷據點、老人活動中心等。

### 目標
1. 有路的地方都能平安
2. 交通零事故
3. 開啟善的循環

### 交通安全宣導成果
高雄市道路交通安全促進會107年成立「有路安道安宣導團」，前進社區、學校、公司、醫院等，從市區到偏鄉，截至111年共宣導489場，65,876人，減少交通事故，拯救生命財產安全，共同盡一份心力。

### 道安60長官祝福
110年適逢高雄市道路交通安全促進會60週年，辦理慶祝大會並且邀請長官錄影祝福，包括交通部王國材部長、高雄市陳其邁市長、交通部公路總局許鉦漳局長、高雄市政府交通局張淑娟局長、交通部公路總局高雄市區監理所陳崑山所長、交通部公路總局高雄區監理所李瑞銘所長、高雄市政府警察局交通警察大隊吳武煌副大隊長等長官，均誠摯祝福高雄市道路交通安全促進會會務昌隆，生日快樂。

## 外部連結
1. ↑  . seca.tw-choice.moe.edu.tw.   [2020-01-17].[]
2. ↑  交通安全入口網. . 2019-11-22. （原始内容存档于2022-07-22） （中文（繁體））.
3. ↑  . 高雄市道路交通安全促進會. 2019-09-17  [2020-01-21]. （原始内容存档于2019-12-19）.
4. ↑  . tw.news.yahoo.com.   [2023-02-19]. （原始内容存档于2023-02-19） （中文（臺灣））.
5. ↑  中時電子報. . 中時電子報.   [2020-01-30] （中文（臺灣））.
6. ↑  國立教育廣播電臺. . 國立教育廣播電臺.   [2018-10-23]. （原始内容存档于2020-02-03）.
7. ↑  ,   [2020-01-21], （原始内容存档于2019-12-19）
8. ↑  ,   [2023-02-19], （原始内容存档于2023-02-19） （中文（中国大陆））

8.高雄市道路交通安全促進會官網 （页面存档备份，存于）
9.高雄市道路交通安全促進會FB臉書官方粉絲團
10.高雄市道路交通安全促進會Youtube頻道 （页面存档备份，存于）
11.107有路安道安宣導團成果影片 （页面存档备份，存于）
12.高雄道安促進會108年成果影片 （页面存档备份，存于）